# 北里一郎
北里 一郎（きたざと いちろう、1932年6月18日 - 2024年8月15日）は、日本の経営者。明治製菓株式会社（現：Meiji Seika ファルマ株式会社）社長を務めた。工学学士（慶應義塾大学　1955年）。薬学博士（北里大学　1990年）。北里研究所所長・北里善次郎の長男。祖父は細菌学者の北里柴三郎。

## 人物
慶應義塾幼稚舎、慶應義塾普通部、慶應義塾高等学校、慶應義塾大学工学部応用化学科卒業。1955年に同大学卒業後、明治製菓入社 。1995年同社代表取締役社長、2003年同社代表取締役会長を経て、2006年同社最高顧問に就任。
2024年8月15日、老衰のため死去。92歳没。

## 役職
- （社）北里研究所社主[9]
- 慶應義塾理事及び慶應義塾評議員[9]
- 慶應義塾大学理工学部同窓会会長[9]
- 全日本菓子協会会長[9]
- （財）ヒューマンサイエンス振興財団会長[9]
- （財）バイオインダストリー協会理事長[9]
- （財）日本ワックスマン財団理事長[9]
- 神奈川歯科大学 理事（非常勤）[10]
- （社）農林水産先端技術産業振興センター会長[11]
- （財）応用微生物学研究奨励会理事長[11]

## 受章歴
- 1999年 - 藍綬褒章[12]
- 2004年 - 旭日中綬章[12]